# جورج ديون (سياسي)
جورج ديون هو سياسي كندي، ولد في 9 سبتمبر 1876 في ماتان، كيبك في كندا، وتوفي في 11 أبريل 1946. نشط حزبياً في الحزب الليبرالي الكندي. وقد انتخب عضو مجلس العموم الكندي.